# Mihaéla
A Mihaéla a Michael (magyarul Mihály) férfinév női párja.

## Rokon nevek
- Misell: a Mihaéla franciás alakváltozata (Michelle).

## Gyakorisága
Az 1990-es években a Mihaéla és a Misell szórványos név, a 2000-es években nem szerepelnek a 100 leggyakoribb női név között.

## Névnapok
- június 19.[2]
- augusztus 24.[2]

## Híres Mihaélák, Misellek
- Gulyás Michelle magyar öttusázó
- Michelle Forbes amerikai színésznő
- Michelle Hunziker svájci modell
- Michelle Kwan amerikai műkorcsolyázó
- Michelle Obama amerikai first lady
- Michelle Pfeiffer amerikai színésznő
- Michelle Rodriguez amerikai színésznő

### Fiktív személyek
- Michaela Quinn, a Quinn doktornő tévésorozat főszereplője